# Yuya Funatsu
Yuya Funatsu (船津 佑也 Funatsu Yuya?, nacido el 22 de noviembre de 1983 en Kagoshima) es un exfutbolista japonés. Jugaba de guardameta y su último club fue el Hoyo Elan Oita de Japón.

## Trayectoria

### Clubes
| Club                | País  | Año         |
| ------------------- | ----- | ----------- |
| Júbilo Iwata        | Japón | 2002        |
| Shonan Bellmare     | Japón | 2003 - 2004 |
| Rosso Kumamoto      | Japón | 2005        |
| Giravanz Kitakyushu | Japón | 2006 - 2010 |
| Hoyo Elan Oita      | Japón | 2011        |

## Palmarés

### Títulos nacionales
| Título    | Club         | País  | Año  |
| --------- | ------------ | ----- | ---- |
| J1 League | Júbilo Iwata | Japón | 2002 |